# Diplodus
Diplodus es un género de peces de la familia Sparidae y de la orden Perciformes.

## Especies
Hay 23 especies reconocidas en este género:
- Diplodus annularis
- Diplodus argenteus
- Diplodus ascensionis
- Diplodus bellottii
- Diplodus bermudensis
- Diplodus cadenati
- Diplodus capensis
- Diplodus caudimacula
- Diplodus cervinus
- Diplodus fasciatus
- Diplodus helenae
- Diplodus holbrookii
- Diplodus hottentotus
- Diplodus kotschyi
- Diplodus levantinus[1]
- Diplodus lineatus
- Diplodus noct
- Diplodus omanensis
- Diplodus prayensis
- Diplodus puntazzo
- Diplodus sargus
- Diplodus striatus
- Diplodus vulgaris